# Jane Cazneau
Jane Maria Eliza McManus Storms Cazneau (* 6. April 1807 nahe Troy, New York, als Jane Maria Eliza McManus; † 12. Dezember 1878 auf See nahe Cape Hatteras), verheiratete Jane Maria Eliza McManus Storm, war eine US-amerikanische Journalistin, die sich als dogmatische Befürworterin einer Expansion der Vereinigten Staaten einen Namen machte. Bekannt wurde sie auch als Kriegskorrespondentin im Mexikanisch-Amerikanischen Krieg.

## Leben
Jane McManus wurde 1807 nahe Troy im Bundesstaat New York als Tochter des Juristen und Politikers William McManus geboren. Sie besuchte zunächst ein Internat im Litchfield County, Connecticut, später ging sie auf Emma Willards Troy Female Seminary. 1825 heiratete sie mit Allen Storm einen Anwaltslehrling ihres Vaters und gebar ein Jahr später einen Sohn; wahrscheinlich endete die Ehe 1831 in der Scheidung. 1832 versuchte sie gemeinsam mit ihrem Vater, einem Bruder und dem frühen US-Vizepräsidenten Aaron Burr, eine Siedlerkolonie in Texas zu gründen, doch der Plan scheiterte am Widerstand angeworbener deutscher Siedler, die Küstenstadt Matagorda zu verlassen. Zwei Jahre später tauchte ihr Name in den Scheidungspapieren von Aaron Burr und seiner zweiten Ehefrau Eliza Jumel auf, was auf eine vorherige Affäre mit Burr hindeuten könnte. Nach Burrs Scheidung waren Storm und er eng befreundet, weitere Anhaltspunkte in diese Richtung existieren aber nicht. Storm war zu diesem Zeitpunkt nach dem Scheitern des Texas-Projekts wieder nach New York City zurückgekehrt, behielt aber noch jahrelang Landbesitz in Texas. Etwa zeitgleich änderte sie ihren Namen von Jane Storm zu Jane Storms, wenngleich sie manchmal auch ihren Mädchennamen nutzte. In New York City gehörten Schriftstellerinnen wie Ann S. Stephens, E. D. E. N. Southworth und Caroline M. Sawyer zu ihrem engen Bekanntenkreis; vor allem mit Stephens war sie eng befreundet, kannten sich die beiden doch schon aus Kindheitstagen.
Im Jahr 1840 wurde Storms durch ihre Freundschaft mit dem Verleger Moses Yale Beach als Journalistin bei der New York Sun eingestellt, wo sie unter dem Pseudonym Cora Montgomery schrieb. Zwischen 1844 und 1849 verantwortete sie regelmäßig das Editorial der Zeitung. Häufig thematisierte sie die territoriale Erweiterung der Vereinigten Staaten hin nach Süden und Westen, die sich vollumfänglich unterstützte. Ihren Kolumnen wird eine wichtige Rolle für die Unterstützung der US-Öffentlichkeit für eine Annexion der Republik Texas zugeschrieben; der texanische Präsident Mirabeau B. Lamar widmete ihr später ein Gedichtband. Während des Mexikanisch-Amerikanischen Kriegs gelang es Storms, verstärkt Kontakte zur politischen Elite in Washington, D.C. zu verknüpfen. Dank ihres Einflusses wurde Moses Yale Beach als Agent der US-Regierung nach Mexiko gesandt, um die Möglichkeiten für eine Friedensschluss auszuloten; Storms konnte Spanisch sprechen und begleitete ihn daher. Das Unterfangen scheiterte zwar, aber Storms blieb in Mexiko und berichtete als Kriegskorrespondentin der New York Sun über den Fortlauf des Kriegs; sie war dabei die einzige US-Journalistin, die von den hinter den Frontlinien aus Mexiko heraus berichtete. Später behauptete sie, sie habe US-General Winfield Scott in Veracruz mit Invasionsplänen für Mexiko-Stadt versorgt, diese Behauptung lässt sich aber nicht belegen. Der Friedensvertrag des Kriegs, der Vertrag von Guadalupe Hidalgo, war für Storms enttäuschend, da sie sich mehr Gebietsgewinne für die Vereinigten Staaten erhofft hatte. Fest überzeugt war sie von der Richtigkeit der sogenannten Manifest Destiny.
Nach Kriegsende begann sie, eine Annexion Kubas zu fordern; dies tat sie in ihren Artikeln für die New York Sun und einem Buch, zudem baute sie in New York eine spanischsprachige kubanische Exil-Zeitung auf. Ende 1849 heiratete sie den texanischen Politiker William Leslie Cazneau und zog mit ihm nach Eagle Pass, Texas. Über ihr Leben in Texas verfasste sie 1852 das Buch Eagle Pass; or, Life on the Border. 1853 wurde ihr Ehemann als diplomatischer Gesandter der USA in die Dominikanische Republik geschickt, wohin ihm auch Jane Cazneau folgte; während ihr Ehemann den offiziellen Teil übernahm, unterhielt Cazneau selbst Kontakte nach Washington, D.C. und versuchte vergeblich, dominikanische Politiker von der Einrichtung einer Militärbasis der United States Navy zu überzeugen. Nachdem Cazneaus Auftrag Ende 1854 ablief, blieb das Ehepaar in der Dominikanischen Republik und lebte die nächsten zwanzig Jahre auf einer Plantage. Cazneau veröffentlichte mehrere Bücher über ihr Leben in der Karibik und forderte die Annexion der Dominikanischen Republik. Nachdem sie der mit ihr befreundete US-Außenminister William H. Seward auf ihrer Plantage besucht hatte, reichte die US-Bundesregierung tatsächlich einen Annexionsvertrag in den US-Senat ein, den dieser aber abgelehnte. Anfang der 1870er Jahre zog das Ehepaar Cazneau nach Jamaika, wo ihr Ehemann 1876 starb; Cazneau selbst starb zwei Jahre später bei einem Schiffsuntergang vor Cape Hatteras. Ihren Nachlass vermachte sie der befreundeten New Yorker Schriftsteller Ann S. Stephens. Lange vergessen, wird Cazneau seit den 1950er Jahren als historische Figur wiederentdeckt.

## Veröffentlichungen
- Texas and Her Presidents, With a Glance at Her Climate and Agricultural Capabilities. 1845.
- The Queen of the Islands and the King of the Rivers. 1850.
- Eagle Pass; or, Life on the Border. 1852.
- Life in the Tropics; by a Settler in Santo Domingo. 1863.
- The Prince of Kashna: A West Indian Story. 1866.
- Our Winter Eden: Pen Pictures of the Tropics. 1878.